# Myospila flavipedis
Myospila flavipedis är en tvåvingeart som beskrevs av Shinonaga och Huang 2007. Myospila flavipedis ingår i släktet Myospila och familjen husflugor.
Artens utbredningsområde är Taiwan. Inga underarter finns listade i Catalogue of Life.